# I'll Show You the Town
I'll Show You the Town è un film muto del 1925 diretto da Harry A. Pollard. La sceneggiatura si basa su I'll Show You the Town, romanzo di Elmer Holmes Davis pubblicato a New York nel 1924.

## Trama
Distolto dalle sue serate dedicate al lavoro da alcuni amici, il giovane professor Alec Dupree accetta di partecipare a una cena con tre giovani signore. Una delle tre colpisce Alec, che si innamora perdutamente di lei. Per intrattenere in maniera divertente gli amici, Alec finisce per infilare una serie di gaffe che provocano scandalo e incomprensioni. Si salverà usando la sua parlantina brillante che gli farà conquistare anche la ragazza.

## Produzione
Il film, prodotto dall'Universal Pictures, venne girato negli Universal Studios, al 100 di Universal City Plaza, a Universal City.

## Distribuzione
Il copyright del film, richiesto dall'Universal, fu registrato il 22 maggio 1925 con il numero LP21498.
Distribuito dall'Universal Pictures, il film uscì nelle sale cinematografiche statunitensi il 7 giugno 1925. In Portogallo, fu distribuito il 26 novembre 1928 con il titolo O Libertino.